# Charita Lovosice
Charita Lovosice (dříve Farní charita Lovosice) je nezisková humanitární organizace se sídlem v Lovosicích, církevní právnická osoba, součást římskokatolické církve. Byla založena 29. března 1993 litoměřickým biskupem Josefem Kouklem jako dobrovolná charita. Charita Lovosice je samostatnou právnickou osobou dle Kodexu kanonického práva. K její registraci jako organizace evidované v rejstříku právnických osob MK došlo až 30. října 1996. V roce 2007 došlo k další změně, kdy se lovosická Farní charita profesionalizovala v souvislosti se vstupem zákona o sociálních službách. Je součástí Charity Česká republika a přímo řízena Diecézní charitou v Litoměřicích.
V srpnu 2021 došlo ke změně názvu na Charita Lovosice a také ke změně sídla na adresu Karla Maličkého 418/2, 410 02 Lovosice.

## Zaměření

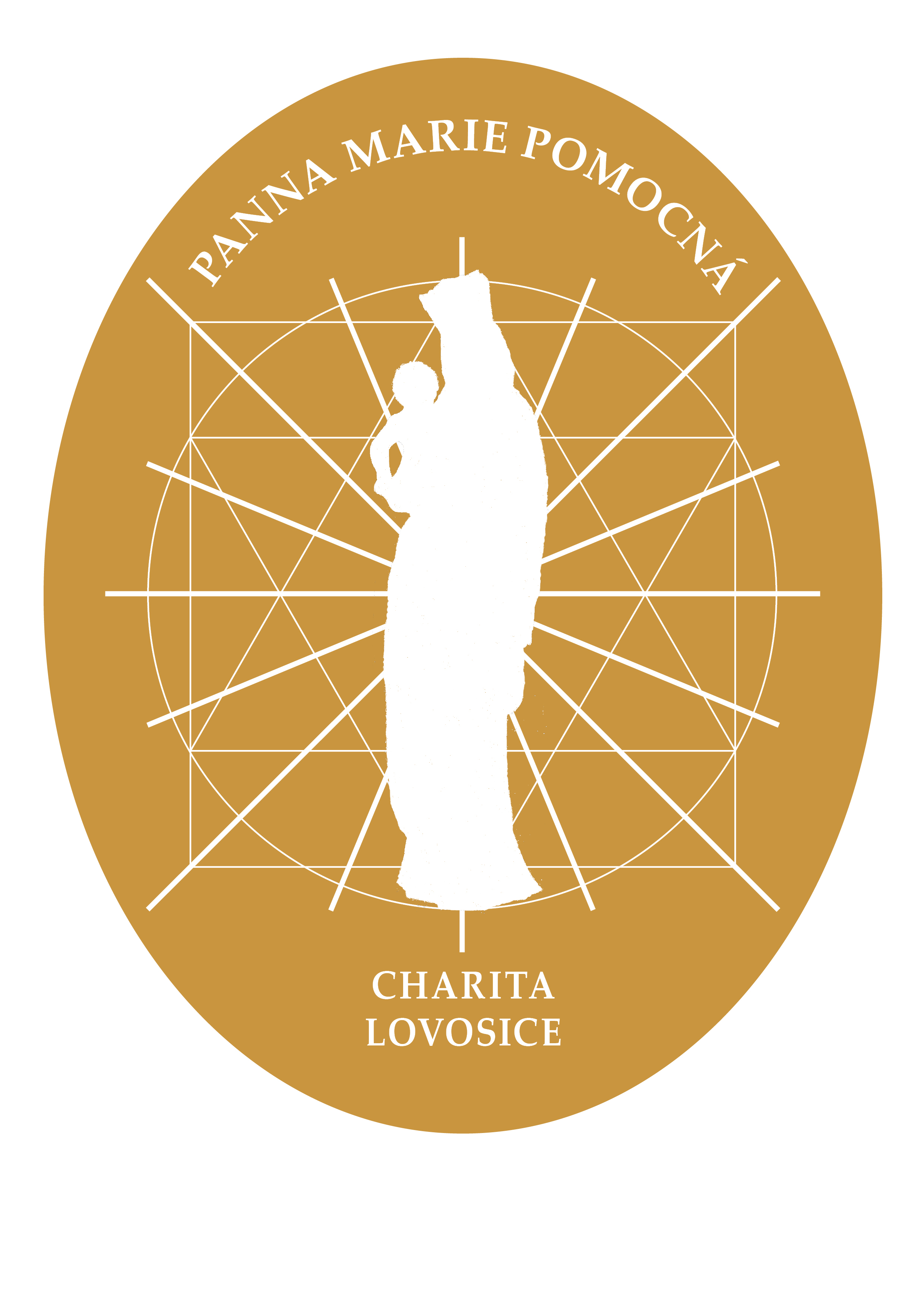
Logo Panny Marie Pomocné v Lovosicích

Poslání lovosické Charity je pomáhat lidem v nouzi. Její pomoc vychází z křesťanských zásad bez ohledu na jejich politické smýšlení, rodinné uspořádání, sexuální orientaci, postavení, příslušnost k etnické či národnostní menšině, víře, náboženství a kultuře. Charita je: „viditelným znamením Boží lásky (caritas) ke světu i člověku“. Předmětem činnosti Charity Lovosice je zřizování a provozování sociálních zařízení a sociálních služeb, charitativních činností a organizování veřejných sbírek. Působí v Lovosicích a spádových obcích.

## Seznam služeb
Charita Lovosice provozuje řadu služeb, ve kterých jsou poskytovány sociální služby různým cílovým skupinám:
| Seznam registrovaných služeb        | Seznam registrovaných služeb          | Seznam registrovaných služeb                        | Seznam registrovaných služeb                                             | Seznam registrovaných služeb | Seznam registrovaných služeb | Seznam registrovaných služeb | Seznam registrovaných služeb | Seznam registrovaných služeb |
|                                     | Název registrované sociální služby    | Adresa                                              | Web                                                                      |                              |                              |                              |                              |                              |
| ----------------------------------- | ------------------------------------- | --------------------------------------------------- | ------------------------------------------------------------------------ | ---------------------------- | ---------------------------- | ---------------------------- | ---------------------------- | ---------------------------- |
| 1.                                  | Dům Panny Marie Pomocné               | Karla Maličkého 418/2, Lovosice                     | Azylový dům pro ženy a matky s dětmi                                     |                              |                              |                              |                              |                              |
| 2.                                  | Panna Marie Pomocná s dětmi a mládeží | Terezínská 1111, Lovosice                           | Nízkoprahové denní centrum pro děti a mládež                             |                              |                              |                              |                              |                              |
| 3.                                  | Panna Marie Pomocná s rodinami        | Osvoboditelů 1068/18, Lovosice                      | Sociálně aktivizační služby pro rodiny s dětmi                           |                              |                              |                              |                              |                              |
| 4.                                  | Dílny Panny Marie Pomocné             | Osvoboditelů 1068/18, Lovosice                      | Sociálně terapeutické dílny                                              |                              |                              |                              |                              |                              |
| 5.                                  | Terénní služba Panny Marie Pomocné    | Osvoboditelů 1068/18, Lovosice                      | Terénní programy                                                         |                              |                              |                              |                              |                              |
| Doplňkové činnosti Charity Lovosice |                                       |                                                     |                                                                          |                              |                              |                              |                              |                              |
| 6.                                  | Charitní šatník                       | ve všech střediscích kromě nízkoprahového střediska | stránky Charitního šatníku                                               |                              |                              |                              |                              |                              |
| 7.                                  | Dobrovolníci                          | ve všech střediscích                                | stránky Dobrovolníků                                                     |                              |                              |                              |                              |                              |
| 8.                                  | Studentská praxe                      | ve všech střediscích                                | stránky Studentské praxe                                                 |                              |                              |                              |                              |                              |
| 9.                                  | Asistovaný kontakt                    | ve všech střediscích                                | stránky Asistovaného kontaktu Archivováno 2. 2. 2022 na Wayback Machine. |                              |                              |                              |                              |                              |
| 10.                                 | PMS – Probační služba                 | ve všech střediscích                                | stránky PMS                                                              |                              |                              |                              |                              |                              |
| 11.                                 | Potravinová pomoc                     | ve všech střediscích                                | stránky Potravinové pomoci                                               |                              |                              |                              |                              |                              |
|                                     |                                       |                                                     |                                                                          |                              |                              |                              |                              |                              |

## Dlouhodobé projekty
V rámci své činnosti pro děti a mládež každoročně Charita Lovosice realizuje v době prázdnin příměstské tábory. Dále projekt „Sami sobě“, kde ve spolupráci s Orgánem sociálně-právní ochrany dětí realizuje pro děti prázdninové týdenní pobyty. Dalším dlouhodobým projektem ve spolupráci s „Nadací Terezy Maxové dětem“ je práce s matkami na azylovém domě.  Je také zapojena každoročně zapojena v Tříkrálové sbírce.